# 于眉

于眉（1914年—1980年9月2日），山东省蓬莱县人。中华人民共和国政治人物。

## 生平
早年入学北京大学，后返回山东胶东组建抗日武装，曾任山东人民抗日救国军第三军第二路政治特派员。1938年9月，担任八路军山东人民抗日游击第五支队政治部副主任。1939年1月任八路军山东纵队第五支队政治部主任。9月任山东第三军区政治部主任。第二次国共内战时期，担任华东军区政治部秘书主任。1947年1月，任华东军区兵站部政治委员。后任华东运输公司副经理、山东公路运输总局局长等。1948年8月，任华东局运输部第二副部长。1949年5月，任上海市军事管制委员会航务处处长、华东航务局局长。1950年1月，任上海招商局董事长，其间，1957年至1958年任招商局总经理，参与指挥香港招商局起义。
1950年2月，任华东军政委员会运输部副部长。同年调入中央，担任中央人民政府交通部航务总局副局长、海运总局副局长、代局长、局长，交通部部长助理。1960年4月，任中华人民共和国交通部副部长。文化大革命期间受到冲击，1976年10月，任交通部临时领导小组副组长。1976年10月，出任任交通部副部长。1980年5月，任国家基本建设委员会副主任。同年9月2日因病在北京逝世。